# Ellisella vaughani
Ellisella vaughani is een zachte koraalsoort uit de familie Ellisellidae. De koraalsoort komt uit het geslacht Ellisella. Ellisella vaughani werd in 1940 voor het eerst wetenschappelijk beschreven door Stiasny. 